# بورنموث الغربية (دائرة انتخابية في المملكة المتحدة)
بورنموث الغربية (بالإنجليزية: Bournemouth West) هي إحدى الدوائر الانتخابية في المملكة المتحدة الممثلة في مجلس العموم في برلمان المملكة المتحدة.}}</ref>
}}</ref>
عضو البرلمان الذي يمثلها حالياً هو :Sir John Butterfill (Con).